# Columbus (Verlag)
Die COLUMBUS Verlag GmbH & Co. KG mit Sitz in Krauchenwies im Landkreis Sigmaringen in Baden-Württemberg ist die älteste noch produzierende Globusmanufaktur der Welt. Rund 100.000 Globen in rund 100 verschiedenen Ausführungen werden pro Jahr gefertigt.

## Geschichte
Zu Beginn des 20. Jahrhunderts begannen die Brüder Peter und Paul Oestergaard ihre Globenproduktion und gaben zwischen 1904 und 1909 jeweils Erd- und Himmelsgloben von 11, 19 und 33 cm Durchmesser heraus.
Das Unternehmen wurde 1909 in Berlin-Schöneberg von Verlagsbuchhändler Paul Oestergaard als kartografischer Verlag gegründet. Damalige Vision war es, einen Volksglobus herzustellen, der in jedem Heim seinen Platz finden sollte. Bis dahin gab es nur teure Einzelstücke in bemaltem Gipskarton. Oestergaard entwickelte den Pappglobus mit kaschierter Papierauflage. Bei dieser Technik wird das gedruckte Papier per Hand streifenweise auf die Kugel geklebt. Auf diese Weise ließen sich größere Stückzahlen fabrizieren.
1919 exportierte der Columbus Verlag in 24 Sprachen bis nach China und das Unternehmen wuchs stetig. Es wurden neben Karten auch Erd- und Himmelsgloben hergestellt. Damalige Globen waren handbemalte Holzkugeln bis zum Durchmesser von über einem Meter und entsprechend teuer. Derzeit wird eine Genauigkeit im Tausendstel-Millimeter-Bereich erreicht und auf hohle Kunststoff-Halbkugeln aufgebracht und beide zum Globus verbunden. Das Wachstum hielt bis zum Zweiten Weltkrieg an. Der erste Globus aus Glas, welcher den ersten Leuchtglobus ermöglichte, sowie der erste serienmäßige Großglobus waren ebenfalls Erfindungen von Paul Oestergaard. Die Columbus Globen fanden auch bei Adolf Hitler Gefallen, so dass er sich mehrere bestellte, zwei für die Reichskanzlei, einen für den Obersalzberg und einen für die Zentrale der Nationalsozialistischen Deutschen Arbeiterpartei (NSDAP) in München.
Im Jahr 1942 trat Paul Oestergaard jun. in den Verlag ein. Die Berliner Verwaltung und Fertigung des Verlages wurden durch die Kriegswirren zerstört und in benachbarte Stätten und in das Privathaus der Familie Oestergaard verlegt. Nach der russischen Blockade wechselte der Verlag 1948 aus dem zerstörten Berlin nach Stuttgart. Die Familie gründete im „Pragwirtshaus“, einer Stuttgarter Gastwirtschaft, ein Werk für die ersten Nachkriegsgloben. Das Patent des Duo-Leuchtglobus ermöglichte es, zwei Kartenbilder gleichzeitig auf einem Globus abzubilden.
Bis in die 1950er Jahre stellte der Verlag Globen in 84 Varianten unterschiedlicher Größen und Ausführungen, darunter Duo-Leuchtgloben, Reliefgloben, Mondgloben und die Haardtschen Rollgloben her. Darüber hinaus gab der Verlag Kopien des Behaim-Globus sowie des Brixener Erdglobus und ein Exemplar des Anich-Erdglobus heraus.
1963 trat Peter Oestergaard, Enkel des Gründers, in den Columbus Verlag ein. Zwei Jahre später revolutioniert das Kunststoffmodell des Duplex-Globus der Firma den Globenmarkt. Im Jahr 1972 wurde der Globus Planet Erde eingeführt, dieser zeigte Sonnenauf- und -untergänge, sowie Dämmerungszonen und Jahreszeiten. Der Columbus Verlag zog um nach Beutelsbach im Remstal.

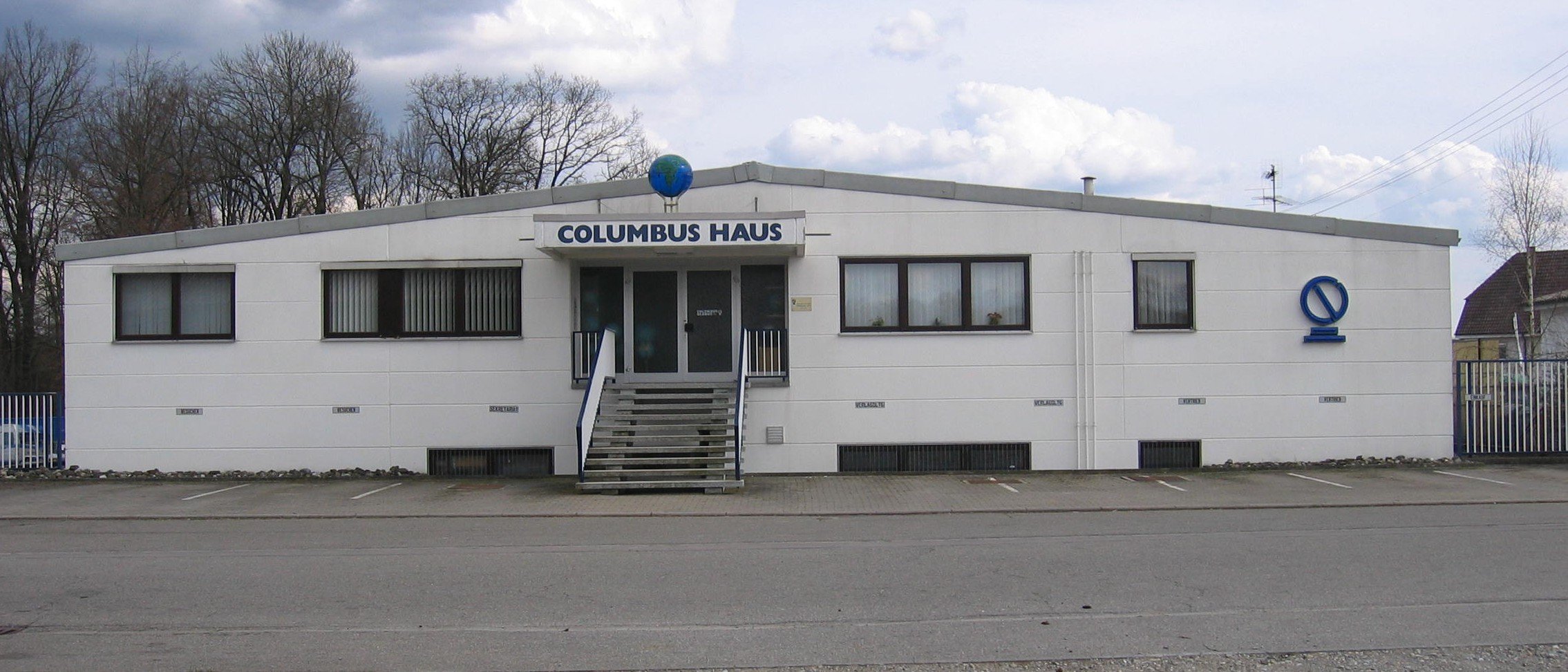
Verlagsgebäude Columbus Haus in Krauchenwies

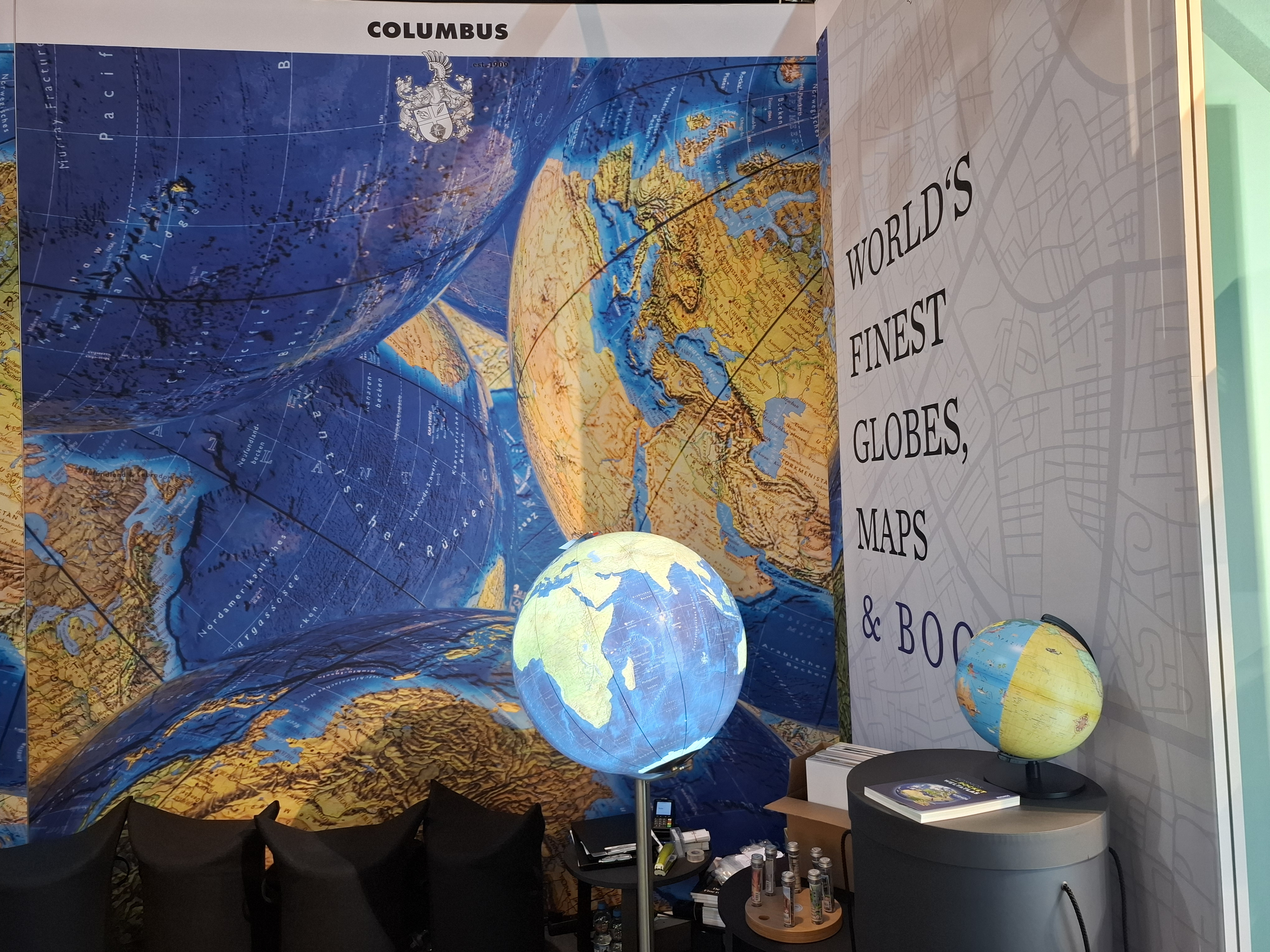
Stand des Columbus Verlags auf der Frankfurter Buchmesse 2024

In Beutelsbach konnte das Unternehmen nicht weiter expandieren und verlegte deshalb 1993 den Unternehmenssitz nach Krauchenwies in einen Flachbau neben dem Krauchenwieser Bahnhofsgebäude. Vor dem Umzug war der Markt für Globen wegen weltpolitischer Veränderungen, wie zum Beispiel der Wiedervereinigung Deutschlands, der Zusammenbruch der Sowjetunion und Grenzverschiebungen im Balkan, zusammengebrochen. Grenzen waren kartografisch zunächst kaum korrekt erfassbar und nicht über Jahre stabil. Die digitale Kartografie und neue Herstellungsverfahren brachten eine deutliche Verbesserung des Marktes. Peter Oestergaard beabsichtige 1993 auf Grund dieser angespannten Situation den Familienbetrieb nach 85 Jahren zu schließen. Als Juniorchef zog dessen Sohn Torsten Oestergaard mit der Firma und sechs verbliebenen Mitarbeitern nach Krauchenwies und fing von vorn an.
Im Jahr 1999 kam es zur Übernahme des Belegschaftskerns des Leipziger Räthgloben-Verlags. Dies war die Gründung der Leipziger Globenmanufaktur, die sich auf die Handkaschierung von traditionell mit Glaspfeife im Schwarzwald mundgeblasenen Kristallglasgloben spezialisiert haben. Im Jahr darauf präsentierte das Unternehmen einen Globus, bei dem die Weltkugel in der Größe eines Basketballs frei in einem Magnetfeld zwischen den Enden eines silbrig glänzenden Metallrahmens schwebt.
2003 belieferten nicht einmal eine Handvoll Hersteller, drei europäische, einer in den USA, die globale Kundschaft. 2003 wurde für den europaweiten Exklusivvertrieb des Karten- und Globensortiments der National Geographic Society sowie der Produkte des Mutterverlags die Tochterfirma CartoDirect gegründet.
Am 23. Juli 2009 wurde das 100-jährige Bestehen des Columbus Verlags unter Beisein von Bundeskanzlerin Angela Merkel, Baden-Württembergs Ministerpräsidenten Günther Oettinger und Bundestagsabgeordneten Thomas Bareiß gefeiert.
Seit Mitte 2017 hält der Stuttgarter Kosmos-Verlag 51 Prozent der Anteile an dem Unternehmen, den Rest die Familie Oestergaard. Durch diese gemeinsame Verbindung werden nun alle Globen des Kosmos-Verlages, ob für Kinder oder Erwachsene, ausschließlich bei Columbus produziert. Zudem fertigt Columbus auch Spritzgussteile für Spielfiguren des Kosmos-Verlages u. a. für Catan – Das Spiel und die dazugehörigen Erweiterungen.
In der Nacht vom 23. auf 24. Januar 2020 wurde eine Lagerhalle des Verlages mit vielen Globen und Karten durch einen Großbrand vollständig zerstört, es entstand ein Schaden von mutmaßlich mehreren Millionen Euro. Die Produktionsstätten waren nicht betroffen.

## Columbus Globen

### Produkte
Die kleineren Globen werden entweder traditionell auf mundgeblasenen Kristallkugeln oder modern aus bedruckten Kunststofffolien gefertigt. Es werden aber auch riesige, mannshohe Globen im Edelstahlständer mit einem Durchmesser von 2 Metern hergestellt.
Einer der größten Globen ist mit einem Durchmesser von 1,98 Meter ein Globus, der im Hamburger Luxushotel Grand Elysee im Foyer von der Decke hängt. Er wurde im April 2010 hergestellt.

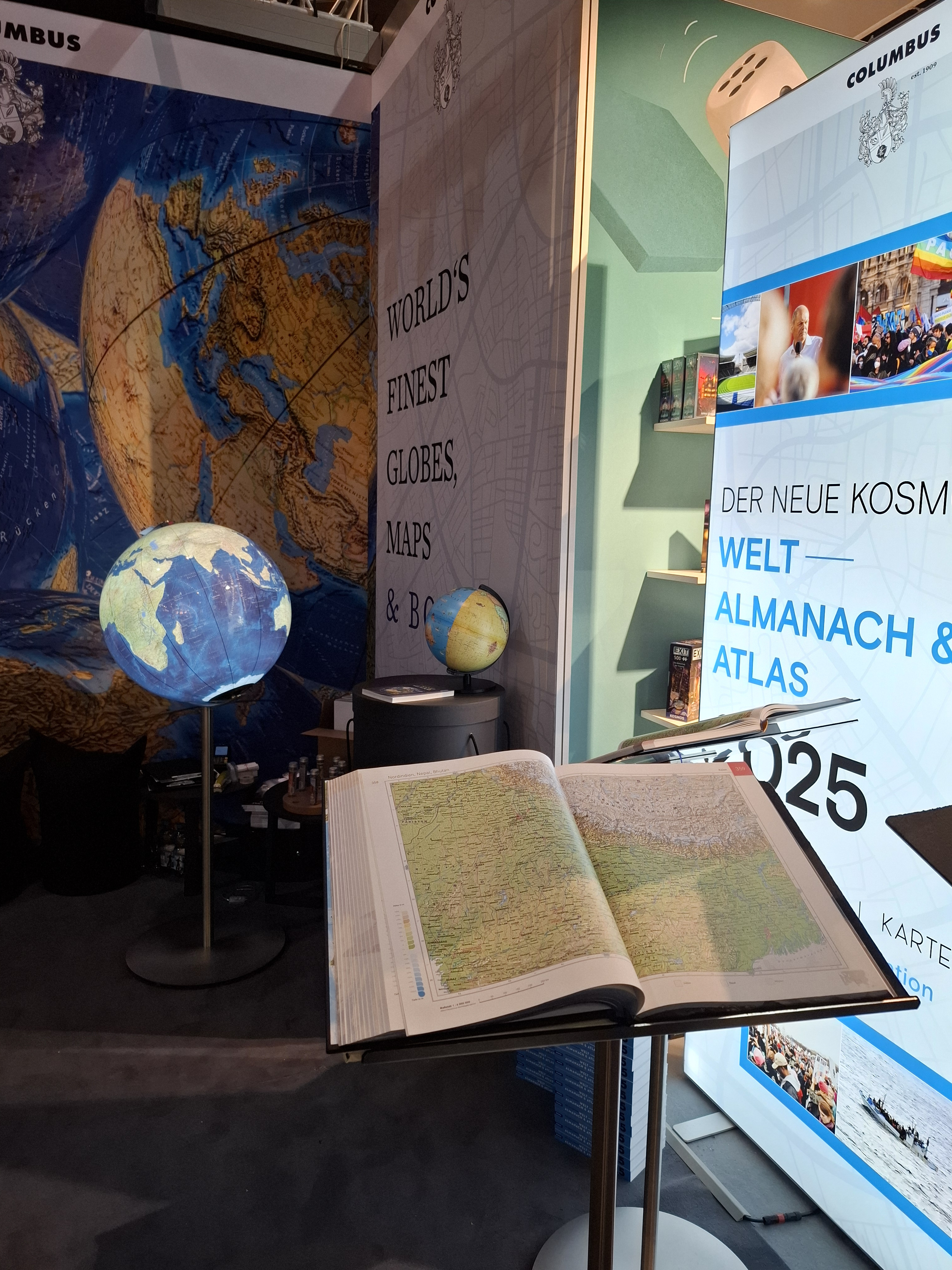
Stand des Columbus Verlags auf der Frankfurter Buchmesse 2024
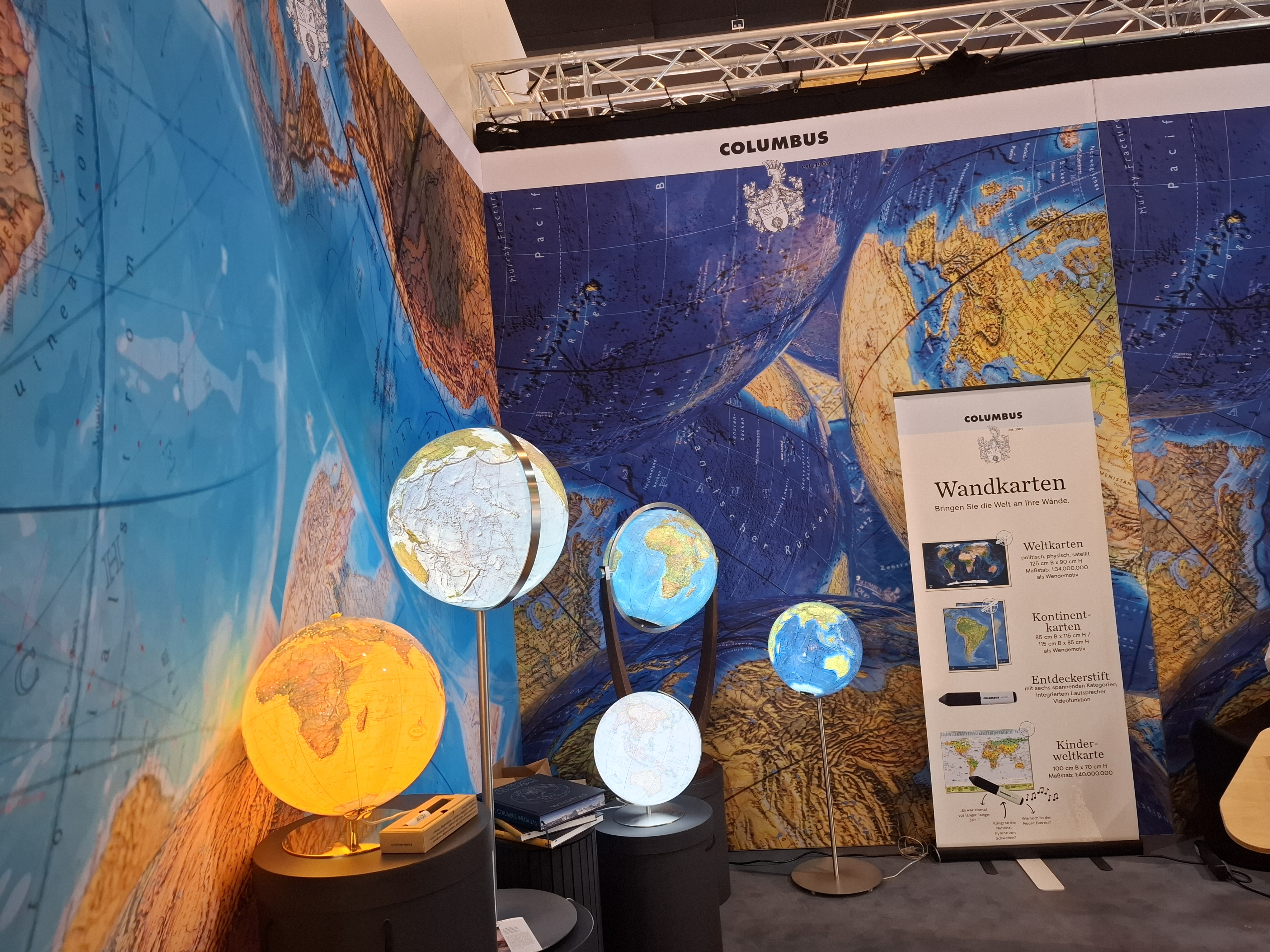
Auswahl an Produkten des Columbus Verlags auf der Frankfurter Buchmesse 2024
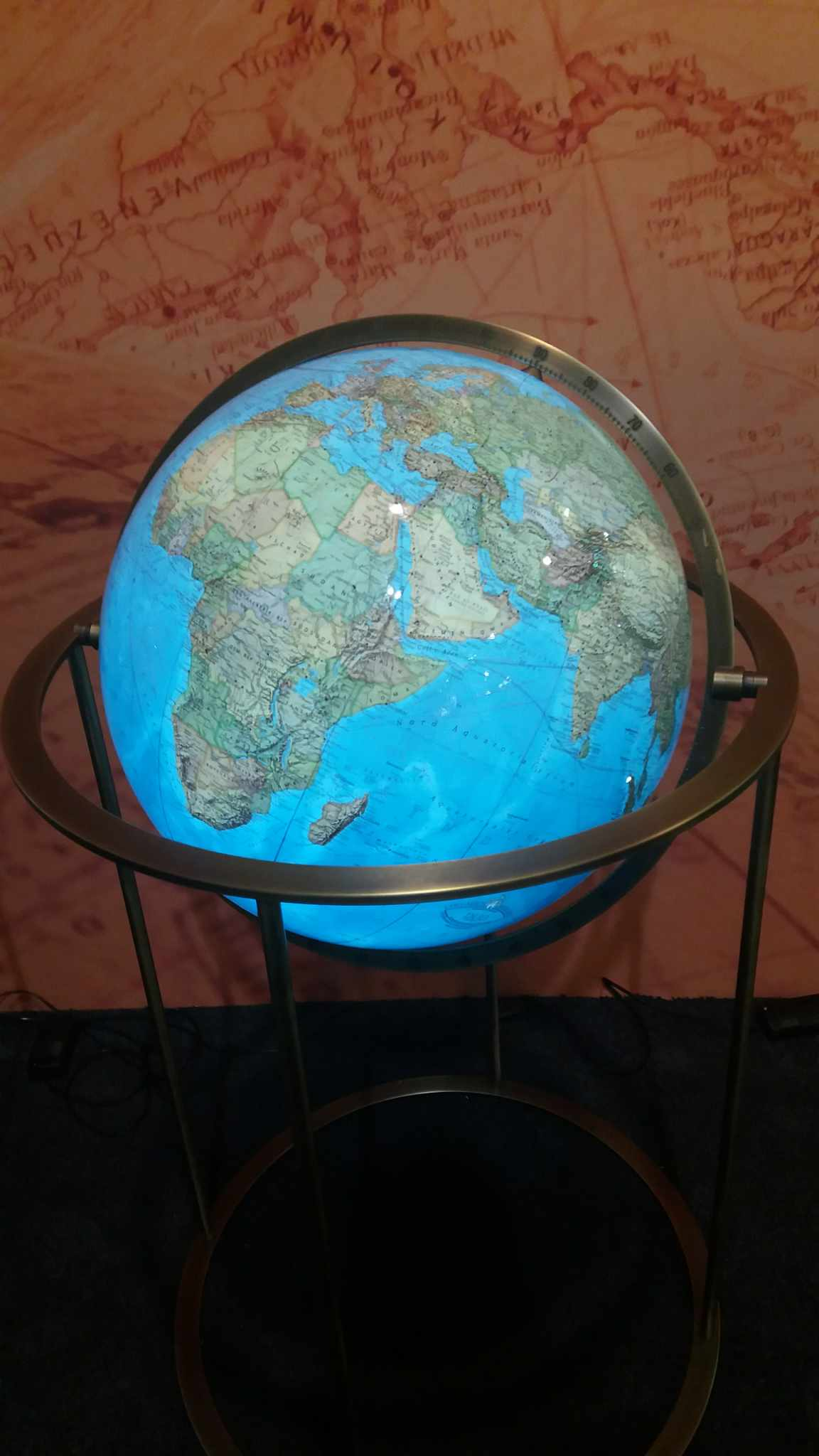
Großglobus vom Columbus Verlag
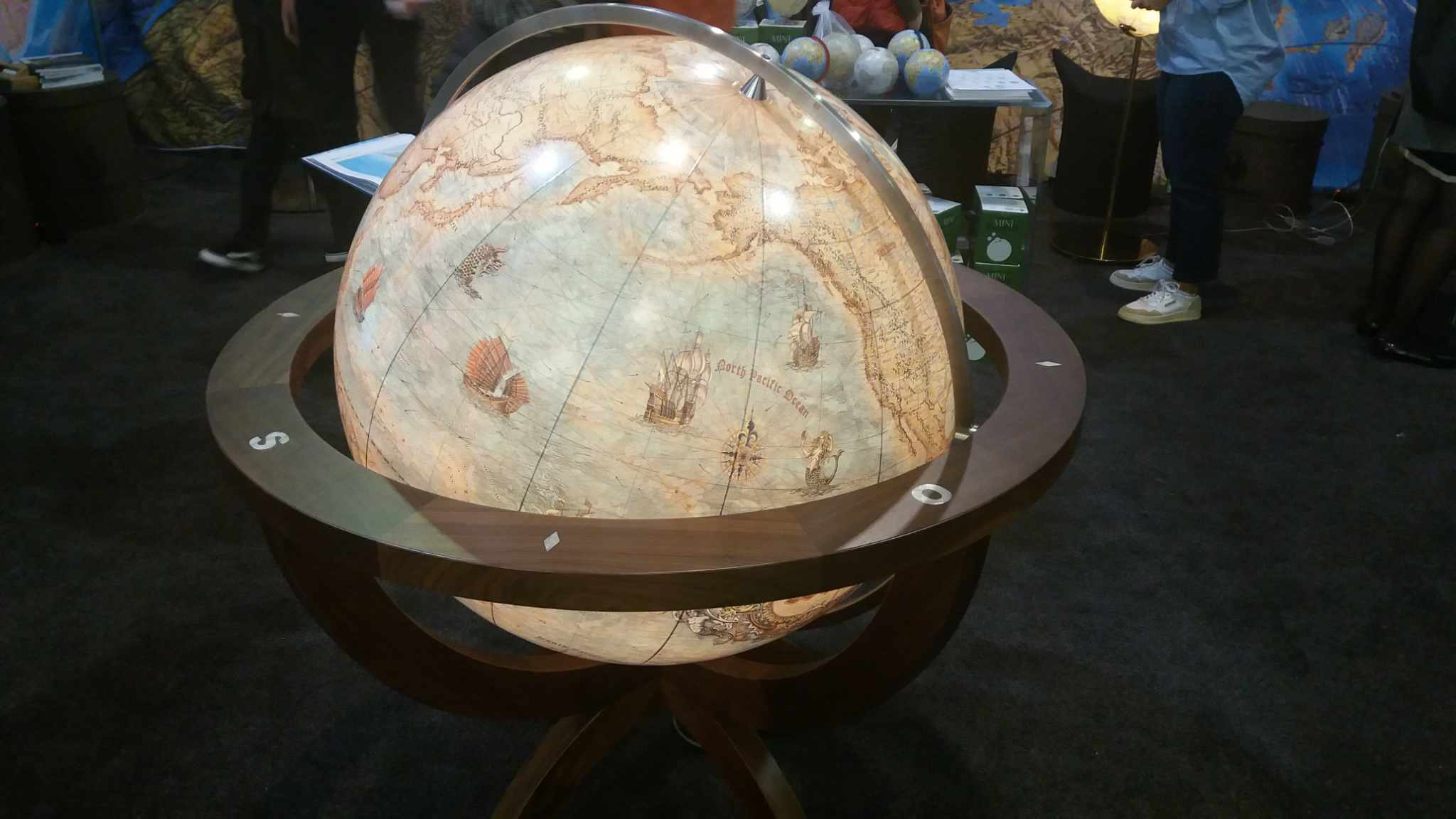
Großglobus Columbus Imperial Eminenz

### Hitlers Globus

#### Geschichte und Beschreibung
Der Columbus Globus für staatliche und industrielle Führer (auch bekannt als Hitlers Globus oder als Führer-Globus) war speziell zu Repräsentationszwecken hergestellt. Der Globus, der von mehreren Staatsführern, so auch von Adolf Hitler bestellt wurde, hatte einen stattlichen Durchmesser von 106 cm und war damit seinerzeit der größte serienmäßig hergestellte Globus der Welt. Auch heute noch fertigt der Columbus-Verlag die größten serienmäßig hergestellten Globen der Welt, die Magnum-Globen. Sie erreichen Kugeldurchmesser von bis zu 111 cm und eine Höhe von über 180 cm.
Zwei Exemplare des Globus wurden durch Adolf Hitler in den 1930er Jahren bestellt, die tatsächlich hergestellte Anzahl von Globen wird nicht ermittelt werden können, da die Fabrikgebäude des Herstellers Columbus im Jahre 1943 mitsamt allen Archiven zerstört wurden.
Die Globen wurden als sehr groß und sehr teuer beschrieben, ihre Kugel bestand aus Aluminium, das Globusgestühl aus gedrechseltem Edelholz. Wie auch immer sein heutiger Status ist, Hitler persönlich schenkte ihm wenig Beachtung. Niemals wurden offizielle Fotos veröffentlicht, auf denen der Riesenglobus mit zu sehen war.

#### Verbleib
Zahlreiche Globen, die Hitler gehört haben sollen, existieren weltweit, jedoch ist ihre Echtheit anzuzweifeln. Drei Globen existieren in Berlin: einer im Geographischen Institut, ein anderer im Märkischen Museum, und der dritte im Deutschen Historischen Museum. Zwei weitere beherbergt eine öffentliche Ausstellung in München. Viele der Globen sind beschädigt oder haben ein Loch, viele amerikanische oder sowjetische Soldaten „radierten“ auf diese Art Deutschland von der Weltkarte. Keiner dieser Globen ist jedoch der am meisten gesuchte Globus aus Hitlers Reichskanzlei.
Im Mai 1945 wurde ein Globus, der möglicherweise aus Hitlers Besitz stammt, im Adlernest, einer Kommandozentrale in den Bayerischen Alpen gefunden. Der Gebäudekomplex war nahezu unversehrt, als der Soldat John Barsamiann eintraf und auf einem Schreibtisch den Globus vorfand. Er nahm den Globus nach seiner Entlassung aus der US-Armee mit nach Hause und behielt ihn sechzig Jahre, bevor er ihn in San Francisco versteigern ließ. Bob Pritikin, ein Sammler aus San Francisco, kaufte den Globus für 100.000 Dollar, das fünffache des Schätzpreises. Bei diesem Globus handelte es sich allerdings um einen vergleichsweise kleinen (35 cm Durchmesser) 'Columbus Erdglobus’ in der wirtschaftspolitischen Ausgabe vom 1. Oktober 1941.

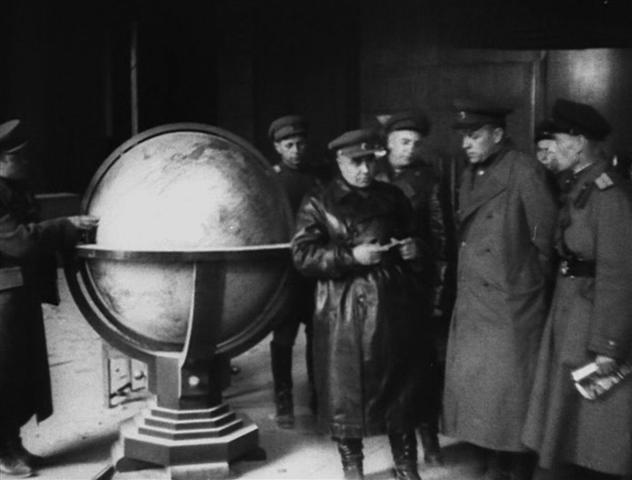
Soldaten der Roten Armee neben einem Columbus-Großglobus in der ehemaligen Reichskanzlei
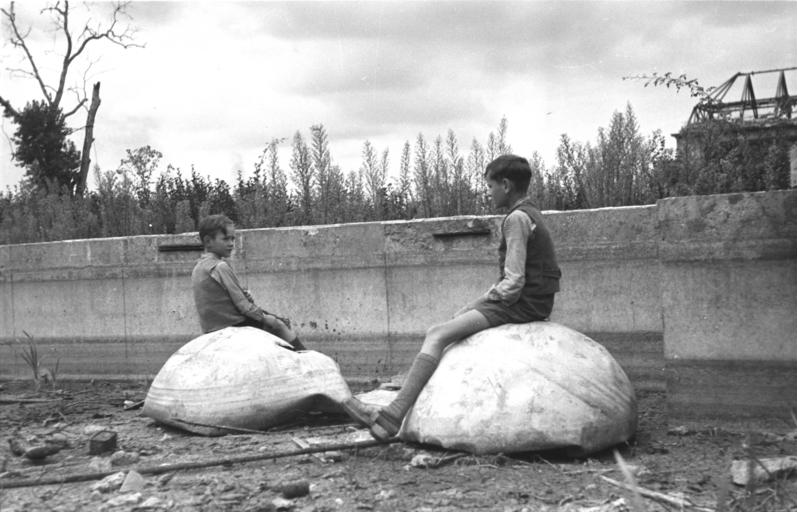
Die Überreste eines Großglobus im Garten der ehemaligen Reichskanzlei, 1947
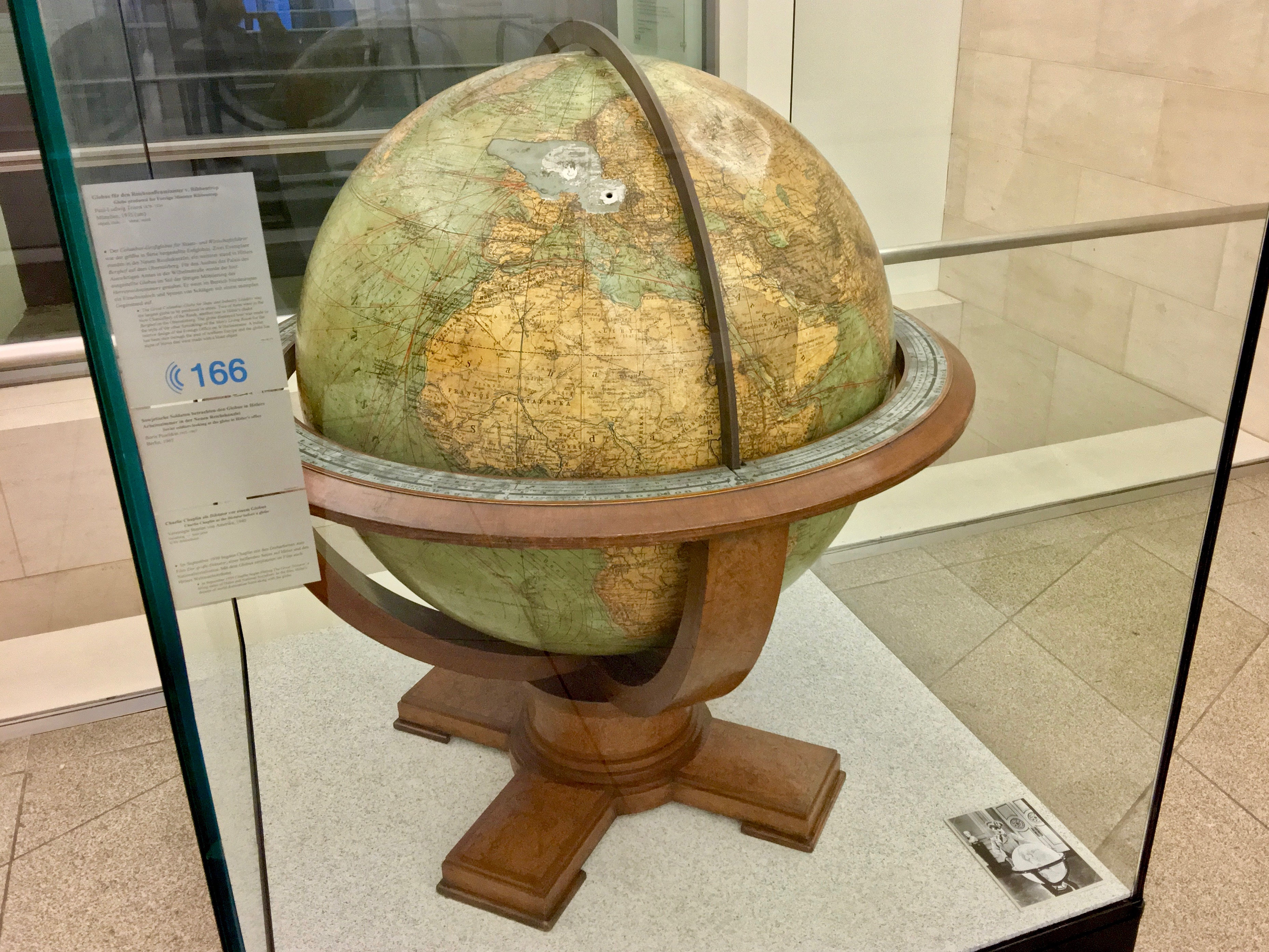
Columbus-Großglobus für Joachim von Ribbentrop im Deutschen Historischen Museum
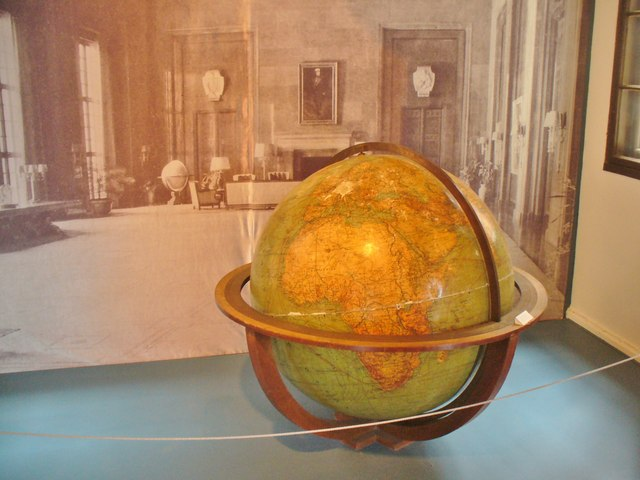
Columbus-Großglobus im Märkischen Museum

#### Rezeption
Der Großglobus von Adolf Hitler steht symbolisch für seine Gigantomanie. Charlie Chaplin parodierte Hitlers Großglobus in einer bekannten Szene im Film Der große Diktator (1940).

## Publikationen
- Oswald Muris, Gert Saarmann: Der Globus im Wandel der Zeiten. Eine Geschichte der Globen. Columbus, Berlin/Beutelsbach bei Stuttgart 1961, DNB 453517358.
- Glenn Riedel (Hrsg.): Der große Columbus Weltatlas. 2. neu bearbeitete Ausgabe. Columbus, Krauchenwies 2019, ISBN 978-3-95524-585-6.